# Rotzloch

Historisches Luftbild aus 150 m von Walter Mittelholzer von 1919

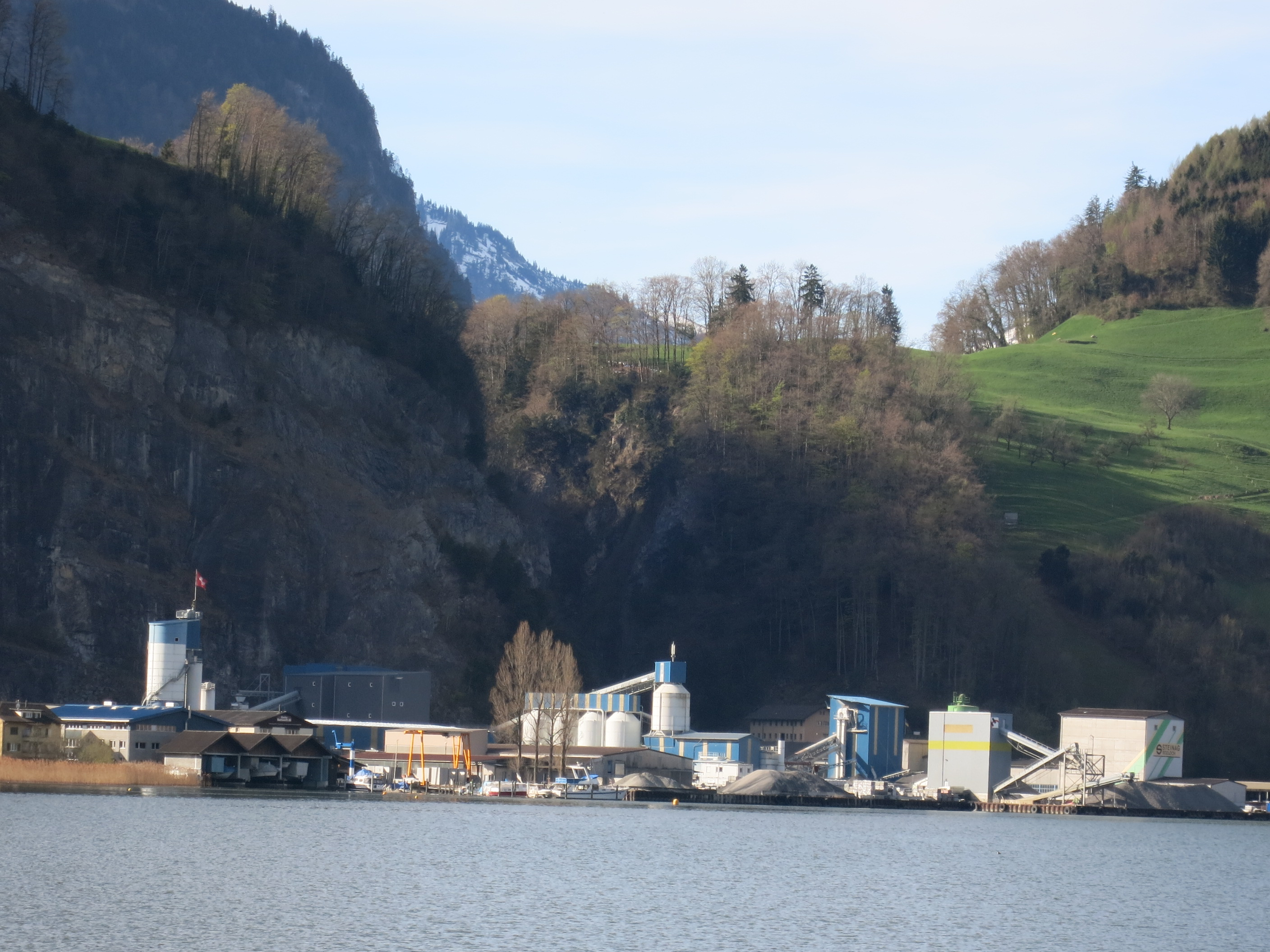
Rotzloch zwischen Rotzberg und Mueterschwanderberg

Rotzloch (auch Rozloch) ist eine Ortschaft in der Gemeinde Ennetmoos und ein Industriegebiet von Stansstad im Kanton Nidwalden in der Schweiz.

## Geografie
Das Rotzloch ist ein kleiner Uferflecken (437 m ü. M.) zwischen dem Rotzberg (672 m ü. M.) mit der Burgruine Rotzberg und dem Alpnachersee (436 m ü. M.). Ortschaft und Industriegebiet werden durch den Mehlbach getrennt, der bis in die Mitte der Rotzschlucht auch die Gemeindegrenze zwischen Ennetmoos und Stansstad bildet. Ursprünglich hat hier wohl der die Rotzschlucht herabstürzende Mehlbach ein Delta aufgeschüttet.
Der Bach lieferte auch die Energie, die im Laufe von über 400 Jahren von verschiedensten Betrieben für ihre Produktion genutzt wurde und so das Rotzloch zu einem Industriestandort machte.

## Geschichte
Rotz- im Namen Rotzloch ist galloromanischen Ursprungs.
Das Rotzloch spielte eine historische Rolle, als sich 1798 die einheimische Bevölkerung während der Schreckenstage von Nidwalden gegen die Franzosenherrschaft erhob. Die französischen Truppen unter General Schauenburg rückten unter anderem durch die Rotzschlucht gegen Stans vor. Nachdem der Vormarsch anfänglich durch Ausnützung des Geländes gestoppt worden war, mussten sich die Nidwaldner beim Dorfteil Allweg der Gemeinde Ennetmoos am 9. September der Übermacht beugen.
Im Rotzloch tagten ab den 1830er Jahren liberale, eidgenössisch gesinnte Persönlichkeiten, die als Rotzloch-Gesellschaft Einfluss auf das öffentliche Leben nahmen.
In der zweiten Hälfte des 19. Jahrhunderts wurde das Gestein des Rotzbergs als Rohstoffquelle entdeckt. Die Ortschaft wird seitdem dominiert durch die Anlagen der Steinag Rozloch AG, die hier Gestein weiterverarbeitet.
Durch die Lage direkt am Vierwaldstättersee hat die Ortschaft auch eine Schiffsanlegestelle der Schifffahrtsgesellschaft des Vierwaldstättersees.

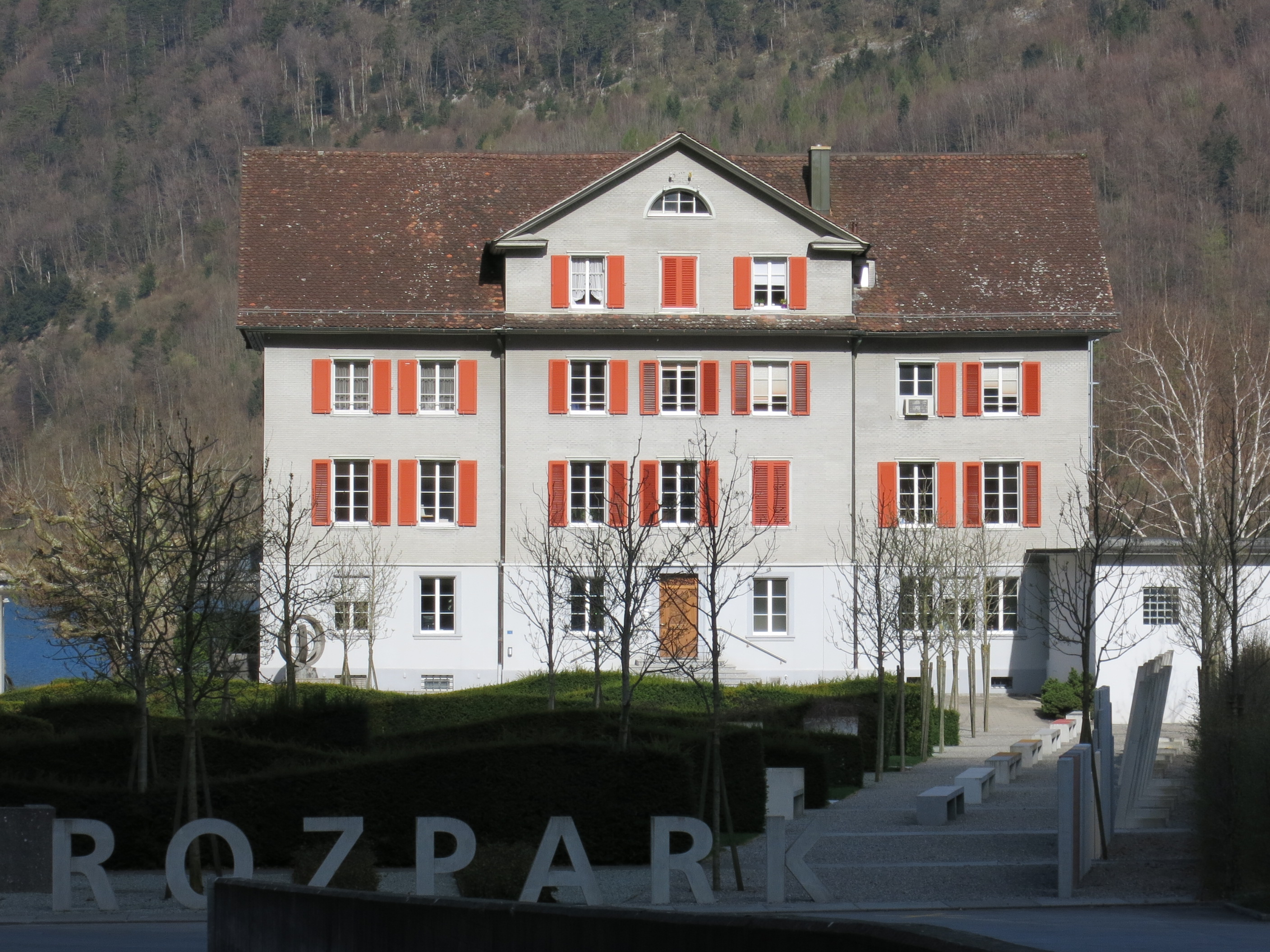
Rozpark
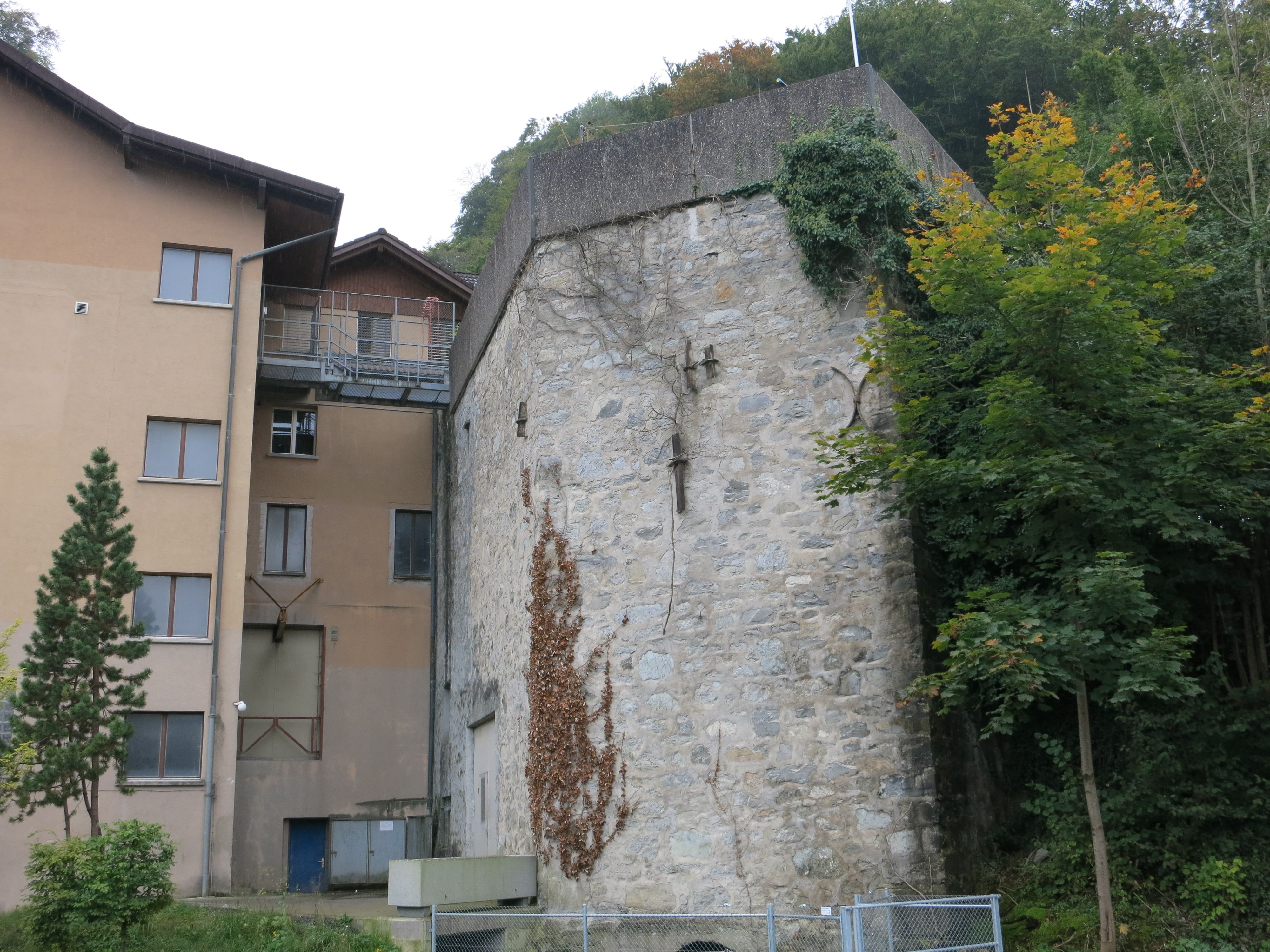
Zementfabrik
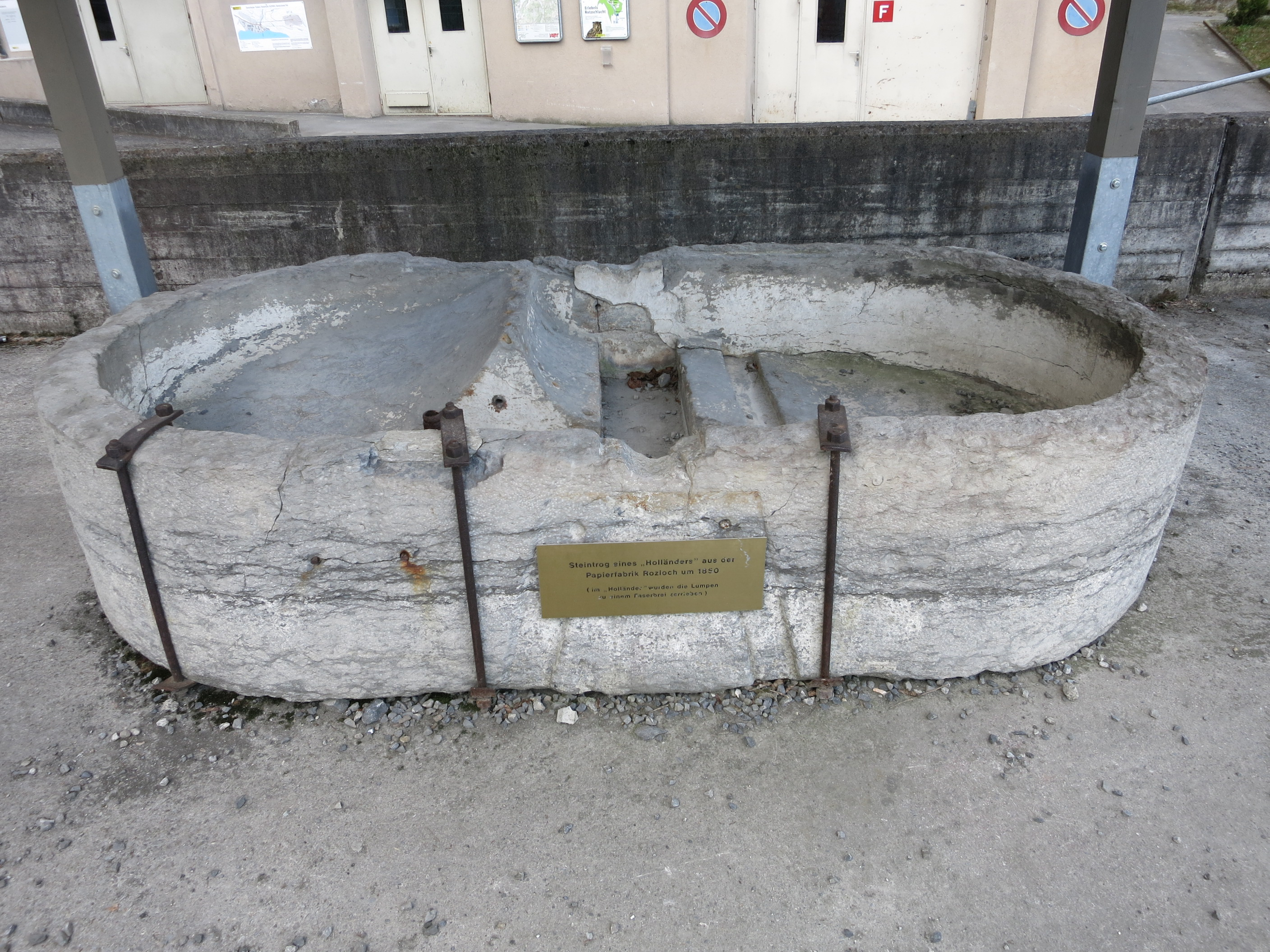
Papierholländer
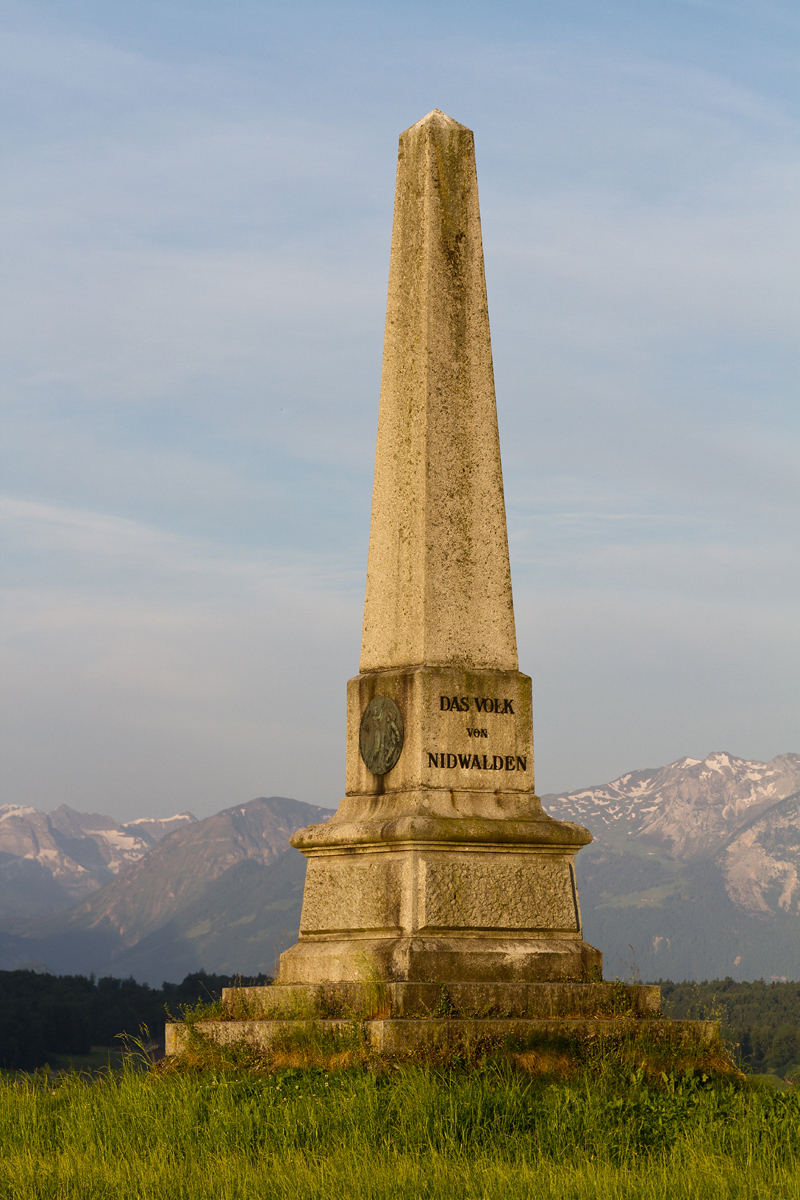
Schlachtdenkmal Allweg/Ennetmoos NW

## Rotzschlucht und Mehlbach
Die rund 400 m lange Rotzschlucht befindet sich an der tiefsten Stelle zwischen dem Rotzberg und dem Mueterschwanderberg. Der im Schluchtgrund fliessende Mehlbach hat sich in das Gebirge eingefressen und eine eigenartige Landschaft gebildet. Sein starkes Gefälle wurde schon früh für die wirtschaftliche Entwicklung genutzt.
Das Rotzloch war das erste Gewerbe- und Industriezentrum und damit lange Zeit eine Ausnahmeerscheinung in Nidwalden. Die Energie des Mehlbachs wurde seit 1597 für eine Mühle und die damals gegründete Papierfabrik Rotzloch genutzt. Bis 1626 entstanden ein Badhaus (Schwefelquelle), eine Öltrotte, eine Pulvermühle, eine Sägerei, eine Gerberei und eine Eisenschmelze. 1893 entstand die Portlandzementfabrik Rotzloch.
Während des Zweiten Weltkriegs nutzten die Oskar Reinhart Sammlung, die Gottfried-Keller-Stiftung und weitere grössere Kunstmuseen einen Stollen des ehemaligen Steinbruches Rotzloch als sicheren Lagerraum für ihre Kunstwerke.
1975 wurde in der Rotzschlucht das erste Käsereifungslager der Schweiz eingerichtet, bei dem ein 100 m langer und 40 m hoher Felsenkeller als Käsekeller zur Reifung genutzt wird. Die Besonderheit dieser natürlichen Reifung ist eine durchschnittliche Jahrestemperatur von 8–10 Grad Celsius und einer Luftfeuchtigkeit von rund 90 %. Seit 2002 bietet das Felsenlager Platz für rund 800 t Käse.
Die wirtschaftliche Entwicklung ist in der Rotzschlucht durch zahlreiche Bauwerke dokumentiert: Die Ruine der alten Mühle ist Zeuge der frühen Industrialisierung, Stollen zeigen die Anfänge des Bergbaus, die Schwefelquelle steht für eine touristische Epoche und die Wasserkraftanlagen bestehen aus Bauteilen unterschiedlichster Jahrzehnte.

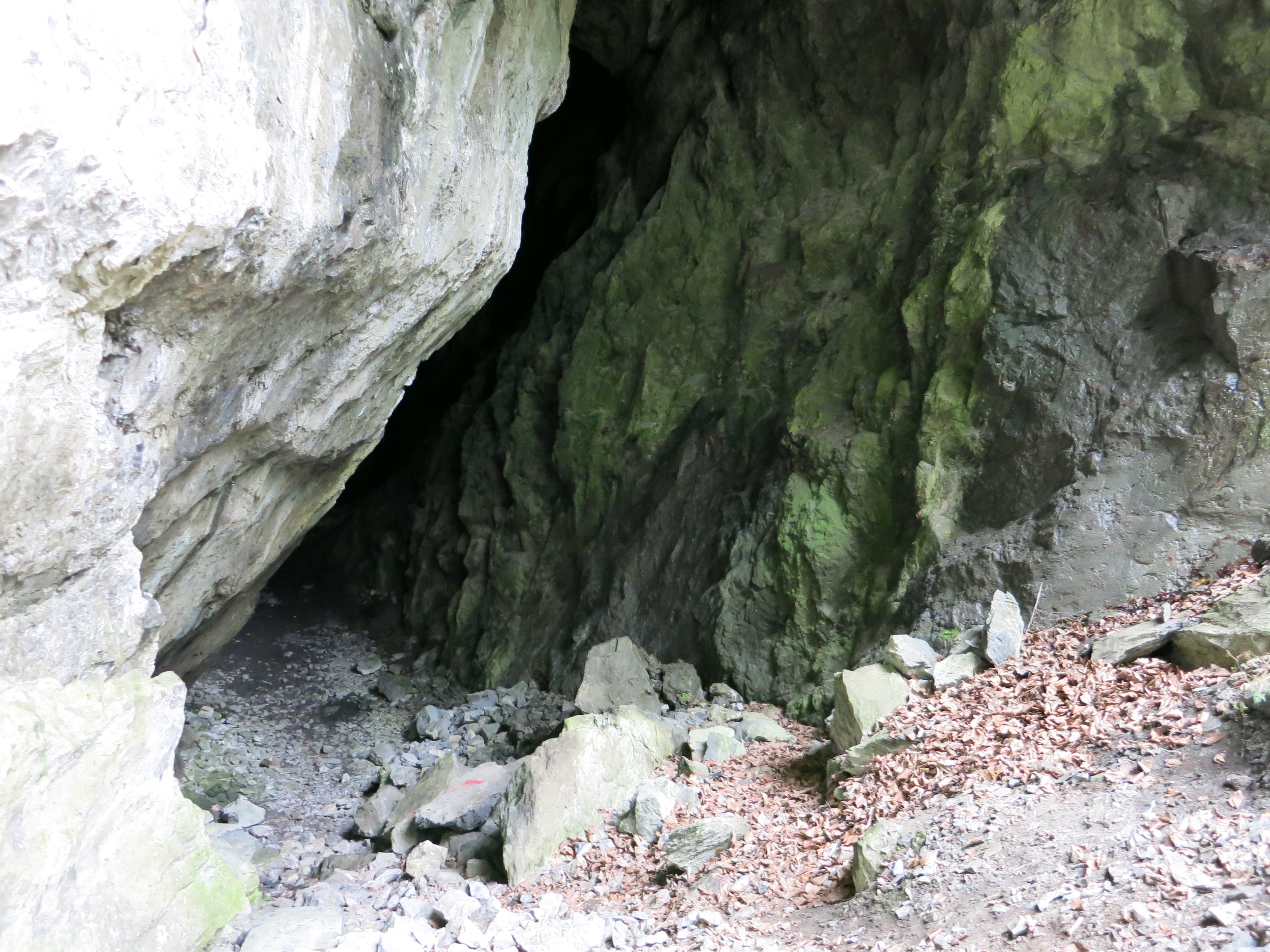
Bergbau
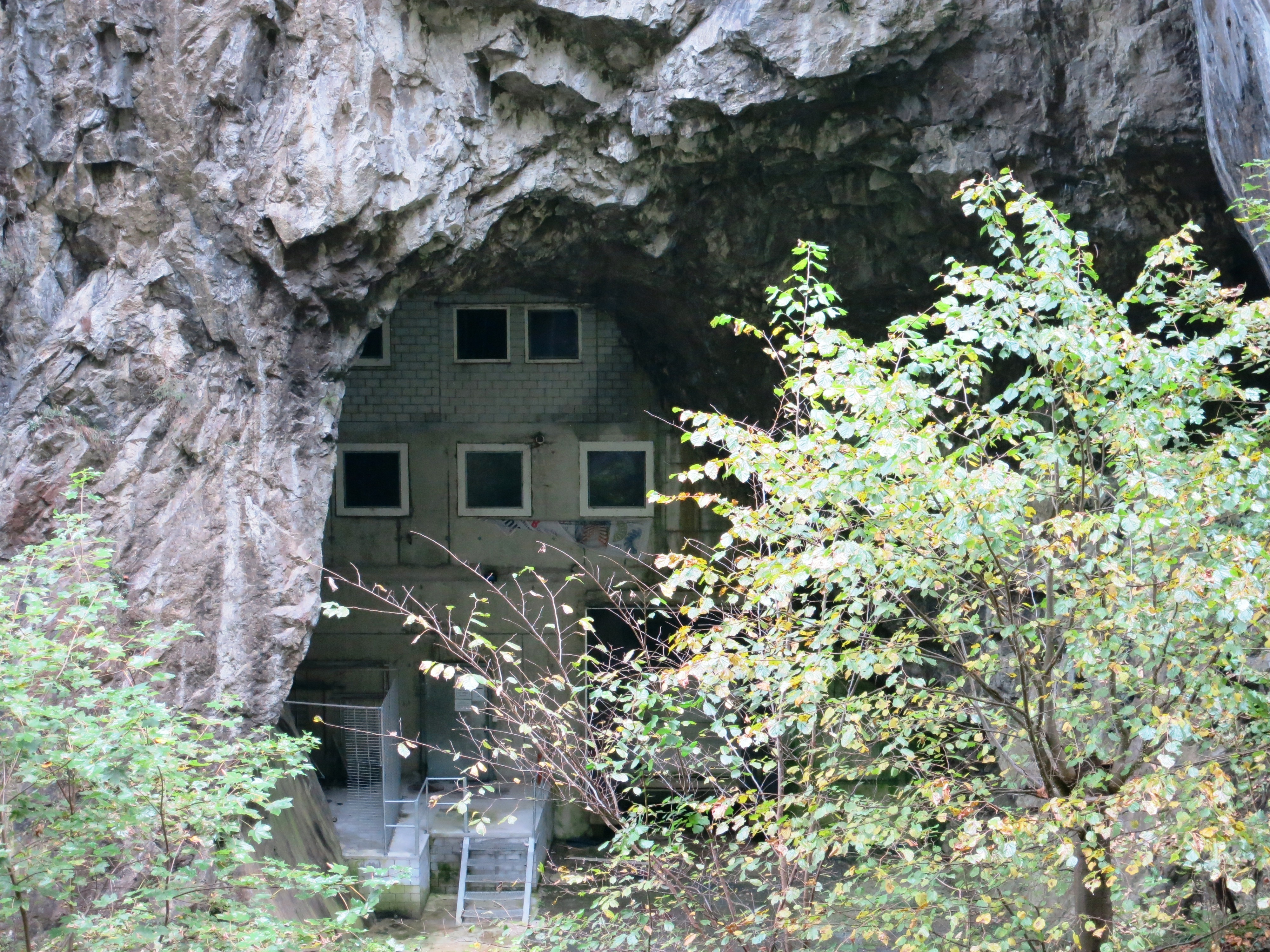
Käsekeller
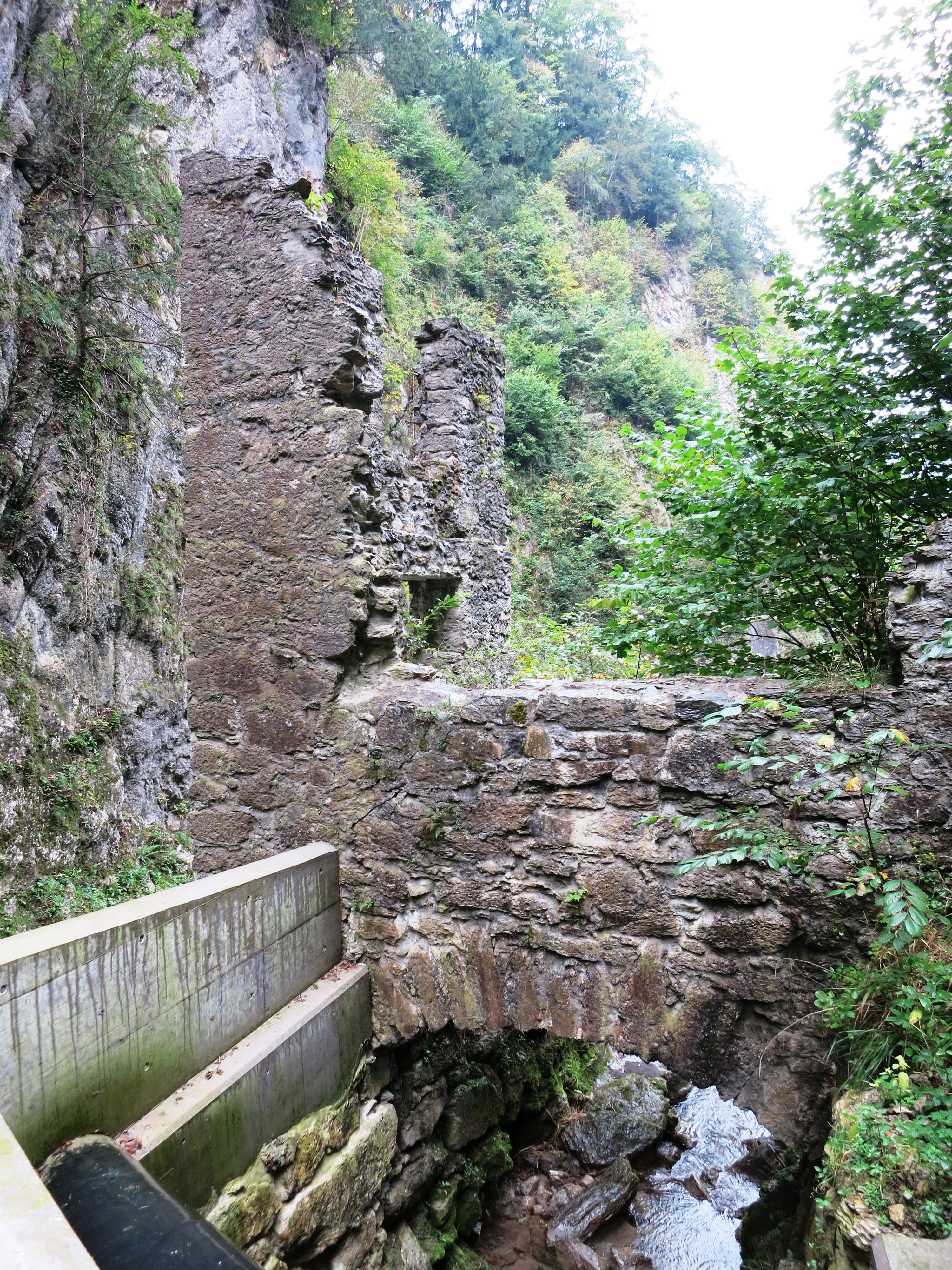
Alte Mühle
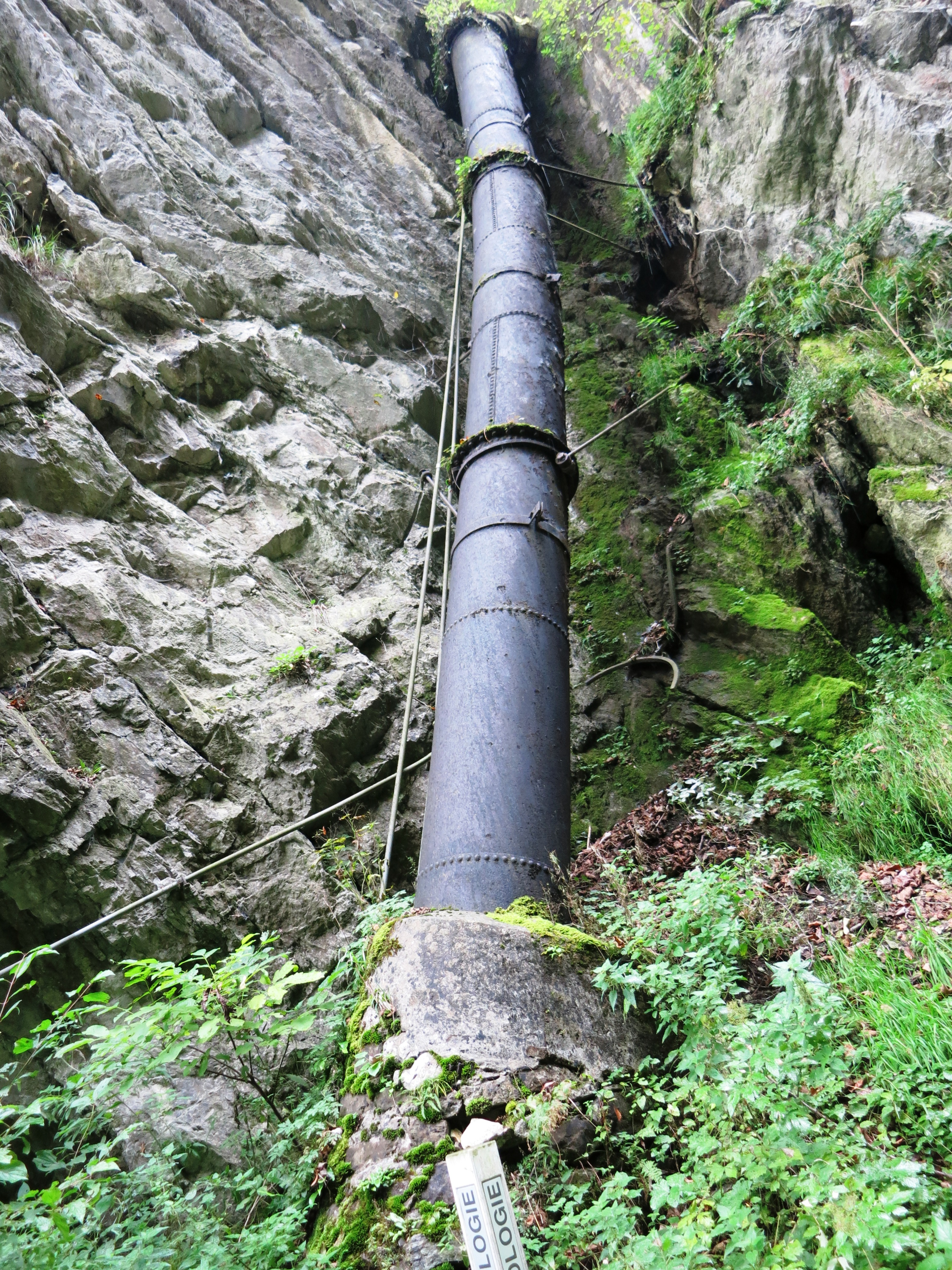
Wasserkraft